# 森本更紗
森本更紗（1993年2月28日—），Sun Music Brain所屬的女演員，日本大阪府出身。
2017年大學畢業後退出演藝圈，10月與圈外男友結婚。

## 部分演出作品

### 電視劇
- 愛的劇場「很喜歡!五個孩子3」（東京廣播公司、2001年）
- 電視劇30分鐘（每日放送、2002年）
- 週六大劇場「極道鮮師（我miss係大佬）」（日本電視台、2002年）
- 週五娛樂「天使的歌聲～兒科病樓的奇跡～」（富士電視台、2002年）
- （東海電視台、2003年）
- 週三Premium「四谷與大塚/天才少年偵探登場之卷」（東京廣播公司、2004年）
- NHK晨間小說連續劇「若葉」（日本放送協會、2005年）
- 週六大劇場「女王的教室」（日本電視台、2005年）飾演安藤櫻。
- （日本電視台、2006年）飾演Hiroko Koshino。
- 「護士小葵」（富士電視台、2005年）
- 橋田壽賀子特備劇「夫婦」（朝日電視台、2006年）
- 「母親失格」（東海電視台、2007年）
- 「一公升的眼淚」特別篇〜追憶〜（富士電視台、2007年4月5日）飾演池內理加。

還有許多其他電視劇的演出。

### 電影
- Jose與虎魚們（2003年）飾演少女Huki。

### 廣告
- 萬代「Jewel Drop Dresser Set」（2001年）
- 本田「Happy Campaign」（2001年）
- 日本水產「大學馬鈴薯」（2003－2004年）

## 外部連結
- 官方個人詳細資料 （页面存档备份，存于）